# Jaurim
Jaurim (kor. 자우림, Hanja 紫雨林, „Lila Regenwald“) ist eine Alternative-Rock-Band aus Südkorea.

## Geschichte
Anfangs war die 1997 gegründete Band als „Ugly Duckling“ bekannt. Im Laufe des Jahres benannte sie sich um. Sie war Teil der Clubszene um die Yonsei University im Seouler Stadtteil Sinchon. Die Stimme der Sängerin Kim Yoon-ah wurde das Markenzeichen der Band. Für den Soundtrack der erfolgreichen Fernsehserie kkot-eul deun namja (꽃을 든 남자) nahmen sie das Lied Hey, Hey, Hey auf, wodurch sie bekannt wurden. Ihr Debütalbum Purple Heart war bereits ein Erfolg.
Neben ihren bisherigen neun koreanischsprachigen Studioalben haben sie auch 2003 eine japanischsprachige CD (#1) aufgenommen. Ihr neuntes Studioalbum erschien am 14. Oktober 2013. Die Lieder handeln von der Jugend.
Die Bandsängerin Kim Yoon-ah hat drei Soloalben herausgebracht, wobei das letzte 2010 erschien. Sie ist mit einem Zahnarzt verheiratet und hat ein Kind.

## Diskografie
Studioalben
- 1997: Purple Heart
- 1998: 戀人 (연인, Lover)
- 2000: The Wonderland
- 2002: 04
- 2004: All You Need Is Love
- 2006: Ashes to Ashes
- 2008: Ruby Sapphire Diamond
- 2011: 陰謀論 (음모론, Conspiracy Theory)
- 2013: Goodbye, Grief
- 2018: Jaurim
- 2021: Love Forever